# کامیانکا-دنیپروفسکا
کامیانکا-دنیپروفسکا (به روسی: Кам'янка-Дніпровська) شهری در استان زاپوریژیا در کشور اوکراین است. جمعیت این شهر ۱۲,۳۳۲ نفر (۲۰۲۱ تخمینی)است.